# Abdelhadi Kada Benyacine
Abdelhadi Kada Benyacine (en arabe : عبد الهادي قادة بن ياسين) est un footballeur algérien né le 5 août 1990 à Tlemcen. Il évolue au poste d'arrière droit à l'OM Arzew.

## Biographie

### Carrière en club
Le 30 janvier 2010, Kada Benyacine fait ses débuts en première division avec le WA Tlemcen, en entrant en jeu en fin de rencontre lors d'un match de championnat contre l'USM Annaba (défaite 4-2).
Il joue 27 matchs en première division avec Tlemcen, et 19 dans ce même championnat avec l'USM Bel Abbès.

### Carrière en équipe nationale
En 2007, Kada Benyacine est joueur de l'équipe d'Algérie des moins de 20 ans.